# Viktoria Tolstoganova
 (février 2018).
Si vous disposez d'ouvrages ou d'articles de référence ou si vous connaissez des sites web de qualité traitant du thème abordé ici, merci de compléter l'article en donnant les références utiles à sa vérifiabilité et en les liant à la section « Notes et références ».
Viktoria Viktorovna Tolstoganova (en russe : Виктория Викторовна Толстоганова), née le 24 mars 1972 à Moscou, est une actrice russe.

## Biographie
Elle a fait partie du jury du Festival international du film de Moscou 2005.

## Filmographie

### Cinéma
- 1997 : Uchitelnitsa pervaya moya
- 2000 : Landych serebristy : une fille
- 2002 : Bachmatchnik : Alissa
- 2002 : Les Clairières de lune
- 2002 : Raskalyonnaya subbota : Vera
- 2002 : Antikiller : Tamara (en tant que V. Tolstoganova)
- 2003 : Le Journal du kamikaze (Dnevnik kamikadze) : Larissa
- 2003 : Gololyod : elle
- 2003 : Magnitnye buri : Marina
- 2004 : Sur une colline sans nom : Olga
- 2004 : Les Lilas : Natalia
- 2005 : Saison des hommes. La révolution de velours : la femme de Verchinine
- 2005 : La Fuite (Pobeg) : Irina
- 2007 : Koroliov : Ksenia Vintsentini
- 2007 : Mai
- 2007 : Naturshchitsa : Sofia Pchebychevskaïa
- 2007 : Rachmaninov : Natalia
- 2010 : Qui suis-je? (Kto ya?) : Oxana, journaliste
- 2010 : Soleil trompeur 2 : Maroussia
- 2012 : L'Espion (Шпион, Chpion) d'Alexeï Andrianov : Petrakovitch
- 2013 : Sluchaynye znakomye
- 2016 : Les Champions. Plus vite. Plus haut. Plus fort
- 2019 : Au dessus du ciel (Выше неба)
- 2021 : La Fuite du capitaine Volkonogov : la veuve Steiner
- 2021 : The Execution (Казнь) de Lado Kvataniya (ru) : Nadejda

### Courts-métrages
- 2004 : Hiver Printemps (Zima Vesna)
- 2007 : La Lettre (Pismo)
- 2016 : Les Sœurs (Sestry)

### Télévision

#### Séries télévisées
- 2000 : Ostanovka po trebovaniou
- 2003 : Donne-moi la vie (Podari mne jizn)
- 2004 : Les Enfants de l'Arbat (Dieti Arbata)
- 2004 : Une saga moscovite : Tassia Pyjikova
- 2006 : Grozovye vorota : Valia
- 2010 : Maison de famille (Semeyniy dom)
- 2010 : La Capitale du péché (Stolitsa grekha)
- 2010 : Je ne suis pas moi (Ya ne ya)
- 2011 : Ballada o bombere : Elizaveta
- 2011 : L'Allemand (Nemets) : Katia Zaïtseva
- 2011 : Soleil trompeur 2 : Maroussia
- 2013 : Le Département (Departament)
- 2013 : Second souffle (Vtoroe dykhanie)
- 2014 : Obnimaya nebo : Marina Lougovaïa (2014)
- 2015 : Palach : Raïssa Yakovleva / Antonina Malychkina
- 2017 : La Femme du policier (Jena politseïskovo) : Lera Valetskaïa

#### Téléfilms
- 2008 : Mest : Nina
- 2008 : L'Ange de neige (Snejny anguel) : Maya
- 2009 : L'Instinct maternel (Materinsky instinkt) : Maria Boïkova
- 2011 : Anna German. L'Écho de l'amour (Anna German. Ekho lioubvi)

## Distinction

### Récompense
- Kinotavr 2019 : prix de la meilleure actrice pour son rôle dans Au dessus du ciel (Выше неба)[1]
- Festival du cinéma russe à Honfleur 2021 : Prix d’interprétation féminine (ex-æquo) pour son rôle dans Sur des frontières lointaines de Maxim Dachkine[2]